# Olga Koujela
Olga Koujela (russe : Ольга Петровна Кужела), née le 29 août 1985 à Léningrad en URSS, est une nageuse synchronisée russe. Elle est médaillés d'or olympique lors des Jeux olympiques d'été de 2008 et championne d'Europe en 2010.

## Palmarès
- Jeux olympiques
  -  médaille d'or en ballet aux Jeux olympiques d'été de 2008 à Pékin ( Chine)
- Championnats d'Europe
  -  championne d'Europe en combiné aux Championnats d'Europe 2010 à Budapest ( Hongrie)